# Mamerto Figueroa Valdivia
Mamerto Figueroa Valdivia (Curicó, 1838-Santiago, 11 de julio de 1904) fue un juez y abogado chileno. Sirvió como Ministro de la Corte de Apelaciones de Valparaíso en 1891.
Nació en Curicó, hijo de Cayetano Figueroa y Carmen Valdivia. Es abuelo del político chileno y alcalde santiaguino Mamerto Figueroa Parot, y bisabuelo del historiadior Gonzalo Piwonka Figueroa.  
El entonces gobernador del departamento de Curicó lo designó como subdelegado propietario de Buenavista, una antigua subdelegación de Curicó, el 27 de noviembre de 1865. En 1882, fue uno de los primeros accionistas del Banco de Curicó, subscribiendose con cinco acciones.
Contrajo matrimonio con Magdalena Molina Grez. Falleció en Santiago el 11 de julio de 1904, a los 66 años y fue sepultado en el Cementerio General de Santiago.